# Skovskade
Skovskaden (Garrulus glandarius) er en stor kragefugl i ordenen af spurvefugle. Den yngler både i løv- og nåleskove i et stort område fra det vestlige Europa og det nordvestlige Afrika til den asiatiske østkyst og det sydøstlige Asien. 

## Udseende
Skovskaden har en længde på 34 centimeter og et vingefang på omkring 55 centimeter. Fjerdragten er rødbrun med en karakteristisk sort skægstribe og hvid overgump. På vingen sidder fuglens karakteristiske blå fjer med sorte tværstriber. 

## Levevis

### Føde
Skovskaden er altædende og lever i yngletiden især af hvirvelløse dyr som orme og insekter. Den æder desuden frø og bær, og er kendt for at hamstre agern, der gemmes på jorden mellem visne blade til senere fortæring. En enkelt skovskade kan gemme 3.000 agern på en måned. Skovskaden udnytter forrådet i løbet af vinteren og om foråret indtil yngletidens begyndelse. Arten har haft en afgørende betydning for egens spredning nordpå siden istiden. Den tager desuden æg og unger fra både artsfæller og andre fugle op til spurvehøgestørrelse.

### Ynglebiologi
Fuglen yngler i en alder af to år, hvor begge køn sammen bygger en ret dyb kopformet rede i et træ 4-6 meter over jorden. Som en del af hannens kurmageri over for hunnen fodres denne af hannen. I Danmark er det enlige kuld på 5-6 æg, der ruges i 16 dage. Ungerne er flyvefærdige efter cirka 20 dage, hvorefter de endnu fodres i nogle uger uden for reden. 

### Stemme
Ofte høres skovskadens advarselskald, der er et kraftigt, hvæsende krææh. Det kan ligne lyden af et lagen, der rives itu.

## Forekomst i Danmark
I Danmark er fuglen især almindelig i Vest- og Nordjylland samt i Nordsjælland og på Bornholm, hvor andelen af nåletræer er stor. I 2011 vurderedes det, at arten havde en ynglebestand på 32.000 par. Foruden i al slags skov yngler skovskaden også i byernes parker og på kirkegårde. Den er standfugl i Danmark. Nogle år kan den optræde i meget stort tal, hvis der er mangel på føde i Sverige og Norge.

## Forfølgelse
Arten er især tidligere blevet forfulgt af herregårdssskytter på grund af dens ry for at plyndre andre fugles reder. I begyndelsen af 1900-tallet blev den jaget for sine blå vingefjer, der var populære i hattemoden. De lyseblå vingefjer bruges desuden af lystfiskere til laksefluer. Skovskaden er fredet i Danmark og må ikke jages.